# Малий Затишок
Малий Затишок — селище в Україні, в Уманському районі Черкаської області.

## Населення
За даними перепису 2001 року населення становило 241 особа.

### Мовний склад
Рідна мова населення за даними перепису 2001 року:
| Мова       | Чисельність, осіб | Доля     |
| ---------- | ----------------- | -------- |
| Українська | 236               | 97,93 %  |
| Російська  | 5                 | 2,07 %   |
| Разом      | 241               | 100,00 % |

## Історія
До 2016 року селище мало назву Політвідділовець, що увійшло до списку «ТОП-10 безглуздого совка у назвах» за версією сайту Українського інституту національної пам'яті.
Село розташоване на південно-західній межі Уманського району. Його територія також, як і с. Затишок, належала до володінь молодшого пана Ліпковського, там ріс ліс, де він мав лісопильню. З будівель було лише 2 хати та 10 землянок, в яких жили робітники. В 1885 р. ліс викорчували, залишивши землянки для поденників.
Після від’їзду пана Ліпковського  тут теж було створено радгосп, який на честь перших організацій політвідділів (1932 р.) назвали «Політвідділовець».В довоєнний час велася забудова села, як відділення Рижавського цукрокомбінату. Робітничий колектив складався з приїжджих людей. Всі житлові та виробничі приміщення будувалися з глини та дерева. Водою село забезпечувалося з трьох криниць. Ставка у селі не було і не має. 
Основним напрямом виробництва було вирощування насіння цукрового буряка. Паралельно розвивалося тваринництво і зерновиробництво.
Не оминуло село лихоліття Великої Вітчизняної війни. Військовозобов’язані чоловіки були мобілізовані до лав Радянської Армії. На фронтах війни загинуло 11 жителів села. Під час каральної експедиції у 1943 р. у Політвідділовці було розстріляно чотирьох місцевих жителів — Матвійчук, Шевченко, Матвій Козка, Миронова – Криворучко.
На могилі Матвійчука і Шевченка встановлений обеліск Слави.
У важкі післявоєнні роки було відновлено господарство. Уже у 1947 р. було досягнуто високих успіхів у вирощуванні сільськогосподарських культур.
За сумлінну працю у сільськогосподарському виробництві жителі Політвідділовця були нагороджені високими урядовими нагородами; керівник відділенням Федір Іванович Кондратюк — орденом Трудового Червоного Прапора, а орденами Леніна – Ганна Савівна Гресько, Дарка Зосимівна Бородаченко, Мотря Гаврилівна Варченко, Марія Левківна Мельник.
У 1952 р. тут почалося будівництво житлових будинків. У 1960 р. побудовано клуб, 1980 — дитячий садок, 1989 — заселено 6 житлових будинків та введено в дію магазин. У 1990 р. заасфальтовано всі вулиці села.